# Ithycythara lanceolata
Ithycythara lanceolata é uma espécie de gastrópode do gênero Ithycythara, pertencente a família Mangeliidae.